# Sun and Steel
Sun and Steel — шестой и последний студийный альбом американской рок-группы Iron Butterfly, выпущенный в 1975 году на лейбле MCA Records. В отличие от других альбомов Iron Butterfly, большинство композиций этого диска охватывает широкий спектр разнообразных жанров, но всегда придерживаются хард-рока с элементами прогрессивного рока, как к примеру в песне «I’m Right, I’m Wrong». Песни с этого альбома никогда не включались в какие-либо сборники Iron Butterfly.

## Рецензии
| Оценки критиков | Оценки критиков |
| Источник        | Оценка          |
| --------------- | --------------- |
| AllMusic        | [ 2 ]           |

Рецензент Allmusic Стивен Томас Эрлевайн присвоил альбому Sun and Steel рейтинг в одну из пяти звёзд. Он отметил: «Провальная попытка вернуть звучание группы к традициям хард-рока 1970-х, из-за чего альбом не представляет даже специфической ценности Scorching Beauty».

## Список композиций
Автор всех песен — Эрик Бранн, за исключением отмеченных.

### Сторона 1
1. «Sun and Steel» — 4:01
2. «Lightnin’» (Билл ДеМартинес, Филлип Крамер) — 3:02
3. «Beyond the Milky Way» (Рон Буши, ДеМартинес) — 3:38
4. «Free» — 2:41
5. «Scion» — 5:02

### Сторона 2
1. «Get It Out» — 2:53
2. «I’m Right, I’m Wrong» (ДеМартинес, Крамер) — 5:27
3. «Watch the World Going By» — 2:59
4. «Scorching Beauty» — 6:42

## Синглы
- «Beyond the Milky Way» b/w «Get It Out»
- «I’m Right, I’m Wrong» (3:50 edit) b/w «Scion» (3:40 edit)

## Участники записи
- Эрик Бранн — гитары, ведущий вокал
- Рон Буши — ударные
- Алекс Куигли — маримба, бэк-вокал, тамбурин
- Фил Крамер — бас-гитара, бэк-вокал, ведущий вокал (в треках «Lightnin'» и «I’m Right I’m Wrong»)
- Билл ДеМартинес — клавишные, бэк-вокал, ведущий вокал (в треке «Beyond the Milky Way»)